# Любомир Тупта
Любомир Тупта (словац. Ľubomír Tupta, нар. 27 березня 1998, Пряшів) — словацький футболіст, нападник чеського клубу «Слован».
Виступав, зокрема, за клуб «Верона», а також молодіжну збірну Словаччини.

## Клубна кар'єра
Народився 27 березня 1998 року в місті Пряшів.
У дорослому футболі дебютував 2015 року виступами за команду «Верона», в якій провів п'ять сезонів, взявши участь у 19 матчах чемпіонату. 
Згодом з 2020 по 2023 рік грав у складі команд «Вісла» (Краків), «Верона», «Асколі», «Сьйон», «Слован» та «Пескара».
До складу клубу «Слован» приєднався 2023 року. Станом на 15 липня 2023 року відіграв за ліберецьку команду 13 матчів в національному чемпіонаті.

## Виступи за збірні
У 2014 році дебютував у складі юнацької збірної Словаччини (U-17), загалом на юнацькому рівні взяв участь у 21 іграх, відзначившись 8 забитими голами.
Протягом 2018–2020 років залучався до складу молодіжної збірної Словаччини. На молодіжному рівні зіграв у 12 офіційних матчах, забив 5 голів.

## Статистика виступів

### Статистика виступів за збірну
| Дата      | Місто      | Господарі  | Результат | Гості       | Турнір            | Голи | Примітки |
| --------- | ---------- | ---------- | --------- | ----------- | ----------------- | ---- | -------- |
| 11-9-2023 | Братислава | Словаччина | 3 – 0     | Ліхтенштейн | Відбір до ЧЄ 2024 | -    | 69'      |
| Усього    |            | Матчів     | 1         |             | Голів             | 0    |          |

| Дата       | Місто              | Господарі   | Результат | Гості       | Турнір                             | Голи | Примітки             |
| ---------- | ------------------ | ----------- | --------- | ----------- | ---------------------------------- | ---- | -------------------- |
| 12-10-2018 | Дунайська Стреда   | Словаччина  | 2 – 0     | Естонія     | Кваліфікація молодіжного Євро-2019 | -    | 87'                  |
| 22-3-2019  | Жиліна             | Словаччина  | 4 – 3     | Греція      | Товариський матч                   | -    | 82' Шаблон:CronoparU |
| 6-6-2019   | Ж'яр-над-Гроном    | Словаччина  | 6 – 0     | Вірменія    | Товариський матч                   | 1    | 46'                  |
| 9-6-2019   | Целль-ам-Зее       | Чехія       | 2 – 1     | Словаччина  | Товариський матч                   | -    |                      |
| 6-9-2019   | Баку               | Азербайджан | 2 – 1     | Словаччина  | Кваліфікація молодіжного Євро-2021 | 1    |                      |
| 9-10-2019  | Ешен (Ліхтенштейн) | Ліхтенштейн | 2 – 4     | Словаччина  | Кваліфікація молодіжного Євро-2021 | -    | 90'                  |
| 15-10-2019 | Дунайська Лужна    | Словаччина  | 3 – 5     | Франція     | Кваліфікація молодіжного Євро-2021 | 1    | 82'                  |
| 4-9-2020   | Шаффгаузен         | Швейцарія   | 4 – 1     | Словаччина  | Кваліфікація молодіжного Євро-2021 | 1    |                      |
| 8-9-2020   | Нітра              | Словаччина  | 1 – 2     | Швейцарія   | Кваліфікація молодіжного Євро-2021 | -    | 77'                  |
| 8-10-2020  | Нітра              | Словаччина  | 2 – 1     | Азербайджан | Кваліфікація молодіжного Євро-2021 | 1    | 76'                  |
| 12-10-2020 | Страсбург          | Франція     | 1 – 0     | Словаччина  | Кваліфікація молодіжного Євро-2021 | -    | 72'                  |
| Усього     |                    | Матчів      | 12        |             | Голів                              | 5    |                      |